# Gyllenårsdikten
Gyllenårsdikten eller Om ett gyllene år handlar om Slaget vid Hemmingstedt år 1500 då en armé ledd av den nordiska unionskungen kung Hans och hans bror, hertig Fredrik av Slesvig, led ett förödande nederlag mot en numerärt och utrustningsmässigt underlägsen bondehär ledd av Wulf Isebrand.
Dikten innefattar 606 rader och är ett självständig verk utgående från en lågtysk förlaga. Enligt texten är den skriven år 1503 av en Sven Månsson i Stockholm. 
I dikten som är starkt anti-dansk skildras böndernas fromhet och gudsförtröstan som grund för segern där den kontrasteras mot de angripande danskarnas grymheter och gudlöshet. 
Det finns en bevarad handskrift, förmodligen från 1570-talets mitt. Namnet Gyllenårsdikten kommer sig av att år 1500 av Påven var utlyst som ett gyllenår alltså ett jubelår eller heligt år.